# Marko Pjaca
Marko Pjaca [pjatsa] (* 6. Mai 1995 in Zagreb) ist ein kroatischer Fußballspieler. Der Stürmer steht aktuell bei Dinamo Zagreb unter Vertrag.

## Karriere

### Vereine
Pjaca begann seine Karriere als Neunjähriger bei Dinamo Zagreb und kam über die Station ZET Zagreb im Juli 2010 zur Jugendabteilung von Lokomotiva Zagreb. Dort debütierte er am 24. Februar beim 3:0-Heimsieg gegen den NK Zadar in der 1. HNL und rückte zur Saison 2012/13 fest in die erste Mannschaft auf. Am 15. März 2013 erzielte er beim 4:2-Auswärtssieg gegen den NK Zagreb sein erstes Tor im Profifußball.
Zur Spielzeit 2014/15 kehrte Pjaca zum Ligakonkurrenten Dinamo Zagreb zurück, mit dem er in der Saison in der Europa League spielte. Dort erzielte er am 11. Dezember 2014 beim 4:3-Sieg gegen Celtic Glasgow drei Tore. In der Liga traf Pjaca in 32 Spielen elfmal und gewann mit der Mannschaft die Meisterschaft sowie den kroatischen Pokal. Nach erfolgreicher Qualifikation spielte das Team in der Spielzeit 2015/16 in der Champions League, in der Pjaca in allen sechs Gruppenspielen zum Einsatz kam. National sicherte er sich mit Dinamo erneut das Double aus Meisterschaft und Pokal.
Zur Spielzeit 2016/17 wechselte Pjaca zum italienischen Rekordmeister Juventus Turin, bei dem er einen Fünfjahresvertrag unterschrieb. Mit Juventus gewann er in der Saison die Meisterschaft sowie den italienischen Pokal.
Am 4. Januar 2018 wechselte Pjaca leihweise nach Deutschland zum Bundesligisten FC Schalke 04 und kehrte nach Ablauf der Bundesliga-Saison 2017/18 nach Italien zurück. Anschließend wurde er an den Ligakonkurrenten AC Florenz verliehen. In der Saison 2019/20 war er wieder für den italienischen Rekordmeister aktiv, blieb jedoch aufgrund von Verletzungen ohne Einsatz. Um Spielpraxis zu sammeln, wurde Pjaca Ende Januar 2020 bis Saisonende an den RSC Anderlecht verliehen. Infolge des vorzeitigen Abbruchs der Saison in Belgien aufgrund der COVID-19-Pandemie stand er in vier von nur sechs möglichen Ligaspielen auf dem Platz. Mit Ablauf der Ausleihe kehrte er im Juli 2020 zu Juventus Turin zurück.
Für die Saison 2020/21 verlieh Juventus Pjaca an Ligakonkurrenten CFC Genua. Eine Saison später wurde er an den FC Turin ausgeliehen. Die Saison 2022/23 spielte er auf Leihbasis beim FC Empoli.
Nach 6 Leihen wechselte er im Sommer 2023 fest nach Kroatien zu HNK Rijeka.

### Nationalmannschaft
Pjaca durchlief von der U17 an die Jugendnationalmannschaften des kroatischen Fußballverbandes. Mit der U20-Auswahl nahm er 2013 an der U20-Weltmeisterschaft in der Türkei teil. Pjaca kam in allen vier Spielen seiner Mannschaft zum Einsatz und scheiterte mit ihr im Achtelfinale mit 0:2 an Chile. Für die U21-Nationalmannschaft spielte er neunmal und erzielte am 11. November 2015 beim 4:0-Sieg gegen San Marino sein einziges Tor für diese Auswahl.
Am 4. September 2014 debütierte Pjaca im Rahmen eines Freundschaftsspiels gegen Zypern in der A-Nationalmannschaft. Bei der Europameisterschaft 2016 in Frankreich spielte er dreimal und kam mit seiner Mannschaft bis ins Achtelfinale, in dem sie gegen den späteren Titelträger Portugal verloren (0:1 n. V.). Bei der Fußball-Weltmeisterschaft 2018 kam er dreimal zum Einsatz und erreichte mit seiner Mannschaft das Finale, in dem sie der französischen Mannschaft mit 2:4 unterlag.

## Erfolge
Dinamo Zagreb
- Kroatischer Meister: 2014/15, 2015/16
- Kroatischer Pokalsieger: 2014/15, 2015/16

Juventus Turin
- Italienischer Meister: 2016/17
- Italienischer Pokalsieger: 2016/17

Nationalmannschaft
- Vizeweltmeister: 2018